# Flor de lis

Flor de lis

La flor de lis (gal·licisme que ve de la paraula Fleur de lis i vol dir «flor de lliri») és una representació de la flor del lliri groc vista frontalment, on es poden veure els tres pètals, els dos laterals caient i el central aixecat. En heràldica és un moble molt comú i simbolitza la puresa, per la qual cosa acostuma a representar la Mare de Déu. La llegenda diu que un àngel lliurà una flor de lliri d'or a Clodoveu I, monarca franc de la dinastia merovíngia, que s'havia convertit al cristianisme. Segles més tard, al segle xii amb Lluís VI, la flor de lis és utilitzada com a distintiu en l'escut de la casa reial francesa.
La flor de lis provinent de la casa reial de França apareix a l'escut de moltes ciutats d'aquest estat, a la bandera del Quebec i a l'escut d'Espanya, entre d'altres. Les tres flors de lis que trobem al centre d'aquest escut representen la casa dels Borbons, la família reial d'origen francès, que ha regnat a Espanya des del segle xviii fins avui. La flor de lis és també l'emblema de la ciutat de Florència.
També és molt reconeguda a Nova Orleans (Estats Units), ja que és el símbol d'un dels equips de la NFL els "New Orleans Saints".

## Escuts amb la flor de lliri

Armories antigues dels reis de França.
Armories del Regne de França (des del segle xiv).
Escut de Florència.
Escut de Vilamitjana.
Escut de Gaià.
Escut de Senan.
Escut de Montuïri.
Escut de Lleida.
Escut de la província de Lleida.
Escut de Benassal.
Escut d'Onil.
Escut d'Estubeny.